# NoWatch
NoWatch est une entreprise rassemblant différents podcasts français, active de 2010 à 2013.

## Histoire
NoWatch est co-fondé par Jérôme Keinborg. L'entreprise s'inspire des groupements de podcasts américains comme Revision3 ou TWiT.tv. La volonté de NoWatch est de rassembler différents podcasts gratuits sous un même label, permettant une forme de promesse de qualité.
En avril 2010, l'ensemble des émissions de NoWatch totalisait 100 000 visionnages. En février 2012, le visionnage était passé à une audience de 300 000 à 400 000 vues par mois selon Médiamétrie,.
NoWatch a annoncé le 18 avril 2013 qu'elle allait cesser ses activités à partir de juin 2013, faute de moyens suffisants pour continuer. Cependant, la majorité des podcasts existants à cette date n'ont pas disparu, ces derniers devenant simplement indépendants.

## Description
NoWatch est une entreprise rassemblant différents podcasts français, et composée de 8 actionnaires Son slogan le plus récent est « Les émissions en plein dans le web ».
NoWatch vise un public de niche différent de celui des médias traditionnels en se basant sur les modèles des réseaux sociaux, et revendique une indépendance et une liberté de ton face aux autres médias habituels .
Les différents podcasts de NoWatch traitent de sujets variés tels que les séries télévisées, les nouvelles technologies, les applications mobiles, la vidéo amateur, l'actualité dite geek et généraliste, le japon (manga, animation), etc. Ils sont diffusés en vidéo ou audio. Ils sont séparés en trois rubriques : NoWatch.fm pour les podcasts audio, NoWatch.tv pour les podcasts vidéo, et ZeLab pour les podcasts audio et vidéo en test au sein de NoWatch. De nombreux Live sont proposés selon l'actualité du moment (Keynote Apple, Conférence Microsoft, E3, ...)

## Émissions diffusées

### Vidéo
| Émission         | Description                                                             | Genre                                               | Présentateur                                           |
| ---------------- | ----------------------------------------------------------------------- | --------------------------------------------------- | ------------------------------------------------------ |
| The Aguiche Room | Critique de bandes-annonces                                             | Cinéma                                              | Damouk et Plissken                                     |
| Bakast           | Critique d'animés et de jeux vidéo japonais                             | Manga / Japanim                                     | Philippe et Cédric                                     |
| Cinefuzz         | Présentation et critique et de films                                    | Cinéma                                              | Philippe, Fabien et Romain                             |
| GaijinTV         | Présentation et critique de mangas, d'animés et de la culture Nippone.  | Manga / Japanim / Culture                           | Magalie et Christophe                                  |
| Geek inc         | Ils parlent de plein de choses sur la culture geek en général           | Culture geek, comics, cinéma, jeux vidéo, high tech | Cédric, Julien, Audrey, Timothée, Sophie et Christophe |
| HD Lab           | Présentation de tout ce qui peut lire de la HD, comme les média center. | High Tech                                           | Cédric et Stéphane                                     |
| Popcorn          | Actualité et discussion autour du cinéma                                | Cinéma                                              | Arnold, Colin, Gilles, Rémi et Vincent                 |
| Premier Reflex   | Explique la photo Reflex pour tout le monde                             | Photo                                               | Chloé et Tristan                                       |
| Slap!            | Actu des séries TV                                                      | Séries TV                                           | Sophie et Alexandre                                    |
| Zapcast.tv       | Interviews des acteurs de l'audiovisuel sur le web                      | web, podcast                                        | Jérôme et Christophe                                   |

### Audio
| Émission             | Description                                                   | Genre                  | Diffusion                                                       | Présentateur                                   |
| -------------------- | ------------------------------------------------------------- | ---------------------- | --------------------------------------------------------------- | ---------------------------------------------- |
| Appload              | Actu de la mobilité et présentation d'apps pour tous supports | Tech et mobilité       | mercredi (Audio et vidéo)                                       | Patrick, Jérome, Cédric et Korben              |
| Games in the pocket  | Présentation de jeux sur iOS                                  | Jeux et mobilité       | (Audio et vidéo)                                                | Lionel et son équipe                           |
| Gamerside            | Actu très décalée sur les Jeux vidéo                          | Jeux vidéo             | Audio                                                           | Kaik, Panda, Zbi, Kich, Gouki, Ponch, Bubi     |
| La Voix Dans La Tête | Actu culturelle et technologique                              | Culture et technologie | (Audio)                                                         | La Voix Dans La Tête                           |
| Le Rendez-Vous Tech  | Actu des deux semaines précédentes dans la Tech               | Tech                   | Live : un lundi sur deux à 22h, en podcast le lendemain (Audio) | Patrick et ses invités                         |
| Les Kaluaks          | Actu de World of Warcraft                                     | Jeux vidéo             | (Audio)                                                         | les kaluaks                                    |
| Niptech Podcast      | Startups, le « life hacking » et entrepreneuriat              | High Tech              | (Audio et vidéo)                                                | Benoit Curdy, Syde, Prof du Web et Johen Cohen |
| Rock Aix Press       | Actualité musicale indépendante                               | Musique                | (Audio)                                                         | Patrice et Claire                              |
| Satoorn              | Actu et critique du cinéma                                    | Cinéma                 | une semaine sur deux (Audio)                                    | Vivian, Éléonore, Perrine, Amandine et Paul    |
| Season One           | Actu et critique de séries TV                                 | Série TV               | vendredi (Audio)                                                | Sophie, Alexandre et les chroniqueurs          |
| Splitscreen          | Actu et dossiers thématiques autour du cinéma                 | Cinéma (Audio)         |                                                                 | Gilles, Olivier et Hervé                       |
| Will & Co            | Actu insolite de la semaine                                   | Actu                   | Live : lundi à 20h, en podcast dans la semaine (Audio et vidéo) | William, Éléonore, Christophe et Benoit        |

### ZeLab
| Émission     | Description                                  | Genre          | Format | Présentateur          |
| ------------ | -------------------------------------------- | -------------- | ------ | --------------------- |
| Alt          | Actu et test sur les jeux vidéo indépendants | Jeux vidéo     | Vidéo  | Audrey et Julien      |
| GG           | Actu sur les Jeux vidéo                      | Jeux vidéo     | Vidéo  | Audrey et Fabien      |
| Logs         | actualité high-tech.                         | Hi-Tech        | Vidéo  | Cédric et Stéphane    |
| Meuporg Show | Émission sur les jeux en ligne (MMORPG)      | Jeux vidéo     | Audio  | Jeff, Shagara et Nutt |
| Me Mid       | Émission sur League Of Legends.              | Jeux vidéo     | Audio  | Aerik, Sword et Nutt  |
| Mob          | Émission sur les jeux mobiles                | Jeux vidéo     | Vidéo  | Audrey                |
| Remixjobs    | Présentation des travailleurs du web         | Société et web | Audio  | Korben et Florent     |

## Émissions disparues avant la fermeture
| Émission            | Description                                                                                    | Genre          | Format | Présentateur                                                                             |
| ------------------- | ---------------------------------------------------------------------------------------------- | -------------- | ------ | ---------------------------------------------------------------------------------------- |
| Azeroth.fr          | Actu de World of Warcraft                                                                      | jeux vidéo     | Audio  | Patrick, Daniel et Nath (1re génération) Alexandre, Florent et Caroline (2nd génération) |
| Cantina News        | Actu de Star Wars: The Old Republic                                                            | Jeux vidéo     | Audio  | Cantina News                                                                             |
| L'Emission sans nom | Actu insolite                                                                                  | Actu           | Vidéo  | David et Florent                                                                         |
| S.c.u.d.s.TV        | Débat autour d'un sujet Geek                                                                   | Débat          | Vidéo  | Jérome, Damouk et Plissken                                                               |
| Tonight on Mars     | Actu et critique des sorties DVD                                                               | Cinéma         | Vidéo  | Plissken et Dr No                                                                        |
| Techno IT           | Actu de la IT                                                                                  | Tech et IT     | Audio  | Lionel                                                                                   |
| La platine          | Actu de la musique                                                                             | Musique        | Vidéo  | La Platine                                                                               |
| Le grand débat      | Discussions profondes et engagées sur les plus grands sujets de notre société.                 | Humour, débat  | Vidéo  | Équipe FrenchNerd                                                                        |
| Springpod           | Décryptage et explications des effets spéciaux de cinéma pour la réalisation de films amateurs | cinéma amateur | Vidéo  | Adrien, Jérome, + guest                                                                  |

Il existait aussi deux autres rubriques de podcasts à part, les NoWatch Docs et le NoWatchMAG. On y trouve des tests de produits technologiques, d'interviews, d'événements, de livres et le journal de Tournage de Signature par Hervé Hadmar.